# 24 (serie televisiva)
24 è una serie televisiva statunitense prodotta dal 2001 al 2010 per la rete televisiva Fox.
Composta da 192 episodi trasmessi nell'arco di otto stagioni, la serie vede protagonista Jack Bauer, interpretato da Kiefer Sutherland, un agente dell'unità antiterrorismo di Los Angeles. Caratteristica della serie è quella di raccontare gli eventi in tempo reale: durante gli episodi, come espediente narrativo, viene fatto uso ricorrente dello split screen per mostrare le azioni di più personaggi contemporaneamente, assieme a un orologio digitale che segnala lo scandire del tempo.
Nel corso degli anni 24 è diventato un prolifico media franchise: tra il 2005 e il 2007 sono stati prodotti lo spin-off mobile 24: Conspiracy, il videogioco 24: The Game e la webserie The Rookie; nel 2008 è stato tratto il film per la televisione 24: Redemption che si colloca temporalmente tra la sesta e la settima stagione della serie; nel 2014 sono state realizzate la graphic novel 24: Underground e la miniserie 24: Live Another Day che si pongono come sequel degli eventi narrati in 24; infine nel 2016 viene creato lo spin-off 24: Legacy.
In Italia la serie è stata trasmessa in prima visione satellitare dal 2002, prima da TELE+, poi da Fox e infine da FX; mentre in chiaro è stata trasmessa da Rete 4 e da Italia 1, a circa un anno di distanza dalla messa in onda satellitare, fatta eccezione per la sesta stagione, trasmessa in prima visione da Italia 1.

## Trama
(Introduzione agli episodi della prima stagione di 24)
24 è incentrata su una giornata dell'agente federale Jack Bauer del Counter Terrorist Unit (CTU) di Los Angeles, una fittizia agenzia governativa antiterrorismo. Bauer è un agente dai metodi particolarmente incisivi, che spesso si trova a operare al di sopra delle regole, ma è sempre pronto a sacrificarsi e ad agire in prima persona per il bene della nazione.
Ogni stagione della serie è caratterizzata da una minaccia per la sicurezza degli Stati Uniti d'America, che può essere di diversa forma – come un attentato, un ordigno nucleare, un'epidemia batteriologica o un'operazione militare straniera –, che il protagonista deve cercare di sventare, il tutto in ventiquattr'ore.

### Giorno 1
Il Day 1 inizia alle 00:00, e si svolge durante la giornata delle primarie presidenziali della California. Jack Bauer, agente del CTU, deve occuparsi di quella che sembra essere un'emergenza: Jack viene a sapere dal suo capo Richard Walsh che qualcuno nelle prossime 24 ore attenterà alla vita del senatore David Palmer, il primo afroamericano della storia che ha la reale possibilità di diventare presidente degli Stati Uniti d'America. Nel frattempo Kim, la figlia di Jack, esce di casa di nascosto e insieme alla sua amica Janet si prepara per incontrarsi con due ragazzi, Dan e Rick. Gli agenti del CTU cercano di scoprire l'identità dell'assassino e del suo mandante, mentre Jack non sa ancora che i due ragazzi, con cui Kim si è incontrata, lavorano per la stessa gente che cercherà di assassinare il Senatore Palmer durante il corso della giornata.

### Giorno 2
Il Day 2 inizia alle 08:00, diciotto mesi dopo la morte di Teri, la moglie di Jack Bauer. David Palmer è stato eletto come nuovo presidente degli Stati Uniti d'America. Durante una gita con suo figlio Keith, Palmer viene richiamato dalla NSA (Agenzia per la Sicurezza Nazionale) e viene informato dal vicedirettore Rayburn della presenza di un ordigno atomico nella città di Los Angeles. Nel frattempo Jack Bauer, che non lavora più per il CTU, sta cercando di rimettere insieme tutti i pezzi della sua vita, compreso il suo rapporto con Kim. Nonostante il CTU cerchi di contattarlo per richiedere il suo aiuto per risolvere la crisi, soltanto il presidente Palmer riesce a convincerlo a tornare a lavorare di nuovo per il CTU. Nel frattempo Kim lavora per i Matheson, una facoltosa famiglia, ma ben presto scoprirà che Gary Matheson (il capo famiglia) è un uomo violento che maltratta sia la moglie che la figlia.

### Giorno 3

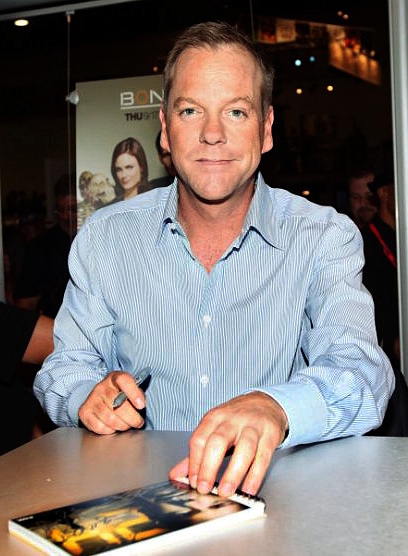
Kiefer Sutherland, protagonista assoluto di 24 nel ruolo di Jack Bauer. Dalla terza stagione l'attore è diventato anche produttore esecutivo dello show.

Il Day 3 inizia alle 13:00, tre anni dopo gli eventi della seconda stagione. Un gruppo di uomini lascia, davanti al Servizio Sanitario Nazionale, il cadavere di un uomo infettato da un virus mortale. Poco dopo il CTU riceve una telefonata da qualcuno che vuole l'immediato rilascio di Ramon Salazar, il capo di un cartello della droga messicano. Se Salazar non verrà liberato il virus verrà rilasciato, ma Jack Bauer si rende conto che l'unico modo per esaudire la richiesta dei terroristi, scoprire la provenienza del virus e mantenere intatta la politica di non negoziazione con i terroristi è far evadere di prigione proprio Ramon Salazar.

### Giorno 4
Il Day 4 inizia alle 07:00, diciotto mesi dopo gli eventi della terza stagione. Jack Bauer lavora ora per il Segretario della Difesa James Heller, e ha iniziato una relazione sentimentale con sua figlia Audrey. Il CTU è gestito da Erin Driscoll, l'agente governativo che ha licenziato Jack a causa della sua dipendenza da eroina, ma l'esplosione di un treno costringerà Jack a tornare al CTU per incontrarsi nuovamente con la Driscoll.

### Giorno 5
Il Day 5 inizia alle 07:00, ed è ambientato diciotto mesi dopo gli eventi della quarta stagione. È passato un anno e mezzo da quando Jack Bauer è stato costretto a inscenare la sua stessa morte, ma quando capisce che gli amici che lo hanno aiutato stanno diventando i bersagli di alcuni killer professionisti, decide di tornare a Los Angeles per aiutarli. Nel frattempo i presidenti di Stati Uniti d'America e Russia stanno per firmare uno storico trattato antiterrorismo, e Jack comincia a pensare che ci sia un collegamento fra gli omicidi, il trattato e un gruppo di terroristi russi che hanno preso in ostaggio diverse persone all'aeroporto di Los Angeles. Ben presto si capisce che il trattato sarà messo a dura prova, e che i terroristi possono contare su qualcuno all'interno dell'amministrazione del presidente degli Stati Uniti d'America Charles Logan.

### Giorno 6
Il Day 6 comincia alle 06:00, venti mesi dopo il rapimento di Jack Bauer da parte del governo Cinese. Dopo aver passato 20 mesi in una prigione cinese, Jack viene finalmente riportato a casa. Presto si accorgerà che il suo ritorno è parte di un piano molto più grande: ottenere la posizione esatta di Hamri Al-Assad, il capo di un'organizzazione terroristica che da undici settimane tiene tutto il paese in una morsa di paura. Nonostante le sue condizioni psicologiche e fisiche, Jack accetta di sacrificarsi, ma quando si rende conto che è Abu Fayed, il suo nuovo carceriere, il vero mandante degli attentati, si ribella e riesce a fuggire. Ora dovrà convincere il presidente degli Stati Uniti d'America Wayne Palmer e il CTU che l'uomo che stanno cercando di eliminare potrebbe essere il solo in grado di fermare gli attentati.

### Giorno 7
Il Day 7 inizia alle 08:00, quattro anni dopo gli eventi della stagione 6. Jack Bauer si trova a Washington, dove deve testimoniare davanti a una commissione del senato a causa del suo operato come agente del CTU. Durante il dibattimento Jack viene prelevato dall'aula dall'agente dell'FBI Renee Walker. Quando Jack arriva negli uffici dell'FBI, non può fare altro che notare quanto sia critica la situazione per la sicurezza nazionale, dato che dei terroristi hanno violato il firewall che protegge tutti i sistemi informatici delle infrastrutture della nazione. Quello che Jack Bauer non sa è che uno degli uomini responsabili di ciò è qualcuno che lui conosce molto bene, e che credeva morto da tempo: Tony Almeida.

### Giorno 8
Il Day 8 si svolge a New York, diciotto mesi dopo gli eventi della settima stagione, e comincia alle 16:00. Jack Bauer ha finalmente finito le cure a cui si è dovuto sottoporre dopo gli eventi di Washington, e ha deciso di tornare a Los Angeles con sua figlia Kim, il marito di sua figlia e la nipotina, ma poco prima di uscire di casa per raggiungere la figlia, riceve una visita da un suo vecchio informatore, Victor Aruz, il quale lo ha cercato per rivelargli che qualcuno attenterà alla vita di Omar Hassan, presidente della Repubblica Islamica del Kamistan, prima che possa firmare un accordo di pace assieme alla presidente degli Stati Uniti d'America Allison Taylor, e che qualcuno vicino a Hassan è coinvolto nell'attentato.

## Episodi
| Stagione         | Episodi | Prima TV USA | Prima TV Italia |
| ---------------- | ------- | ------------ | --------------- |
| Prima stagione   | 24      | 2001-2002    | 2002            |
| Seconda stagione | 24      | 2002-2003    | 2003            |
| Terza stagione   | 24      | 2003-2004    | 2004            |
| Quarta stagione  | 24      | 2005         | 2006            |
| Quinta stagione  | 24      | 2006         | 2007            |
| Sesta stagione   | 24      | 2007         | 2008            |
| Settima stagione | 24      | 2009         | 2009            |
| Ottava stagione  | 24      | 2010         | 2010            |

## Personaggi e interpreti
Questa lista contiene solo i personaggi che sono stati accreditati nei titoli di apertura della serie.
- Jack Bauer (stagioni 1-8), interpretato da Kiefer Sutherland, doppiato da Massimo Rossi.
- Teri Bauer (stagione 1), interpretata da Leslie Hope, doppiata da Emanuela Rossi.
- Nina Myers (stagione 1; ricorrente 2-3), interpretata da Sarah Clarke, doppiata da Roberta Greganti.
- Kim Bauer (stagioni 1-3; ricorrente 5, 7-8), interpretata da Elisha Cuthbert, doppiata da Laura Latini.
- David Palmer (stagioni 1-3; ricorrente 4-5), interpretato da Dennis Haysbert, doppiato da Diego Reggente.
- Tony Almeida (stagioni 2-3, 5, 7; ricorrente 1-4), interpretato da Carlos Bernard, doppiato da Mauro Gravina.
- Sherry Palmer (stagione 2; ricorrente 1-3), interpretata da Penny Johnson Jerald, doppiata da Antonella Rinaldi.
- George Mason (stagione 2; ricorrente 1), interpretato da Xander Berkeley, doppiato da Saverio Indrio.
- Kate Warner (stagione 2; guest 3), interpretata da Sarah Wynter, doppiata da Francesca Fiorentini.
- Michelle Dessler (stagione 3; ricorrente 2-4; guest 5), interpretata da Reiko Aylesworth, doppiata da Antonella Baldini (st. 2-4) e da Sabrina Duranti (st. 3).
- Chase Edmunds (stagione 3), interpretato da James Badge Dale, doppiato da Tony Sansone.
- Audrey Raines (stagioni 4-5; ricorrente 6), interpretata da Kim Raver, doppiata da Chiara Colizzi.
- Erin Driscoll (stagione 4), interpretata da Alberta Watson, doppiata da Roberta Pellini.
- Sarah Gavin (stagione 4), interpretata da Lana Parrilla, doppiata da Stella Musy.
- Curtis Manning (stagioni 4-5; ricorrente 6), interpretato da Roger Cross, doppiato da Roberto Draghetti.
- James Heller (stagione 4; ricorrente 5-6), interpretato da William Devane, doppiato da Dario Penne.
- Chloe O'Brian (stagioni 5-8; ricorrente 3-4), interpretata da Mary Lynn Rajskub, doppiata da Micaela Incitti.
- Bill Buchanan (stagioni 5-7; ricorrente 4), interpretato da James Morrison, doppiato da Luca Biagini.
- Charles Logan (stagione 5; ricorrente 4-6, 8), interpretato da Gregory Itzin, doppiato da Romano Malaspina.
- Edgar Stiles (stagione 5; ricorrente 4), interpretato da Louis Lombardi, doppiato da Roberto Stocchi.
- Martha Logan (stagione 5; guest 6), interpretata da Jean Smart, doppiata da Aurora Cancian.
- Milo Pressman (stagione 6; ricorrente 1), interpretato da Eric Balfour, doppiato da Tony Sansone (st. 1) e da Francesco Pezzulli (st. 6).
- Wayne Palmer (stagione 6; ricorrente 3-5), interpretato da David Brian Woodside, doppiato da Franco Mannella.
- Morris O'Brian (stagione 6; ricorrente 5-7), interpretato da Carlo Rota, doppiato da Massimiliano Plinio.
- Karen Hayes (stagione 6; ricorrente 5), interpretata da Jayne Atkinson, doppiata da Antonella Giannini.
- Tom Lennox (stagione 6), interpretato da Peter MacNicol, doppiato da Ambrogio Colombo.
- Nadia Yassir (stagione 6), interpretata da Marisol Nichols, doppiata da Laura Lenghi.
- Sandra Palmer (stagione 6), interpretata da Regina King, doppiata da Emanuela Baroni.
- Ethan Kanin (stagione 7; ricorrente 6-8), interpretato da Bob Gunton, doppiato da Carlo Reali.
- Allison Taylor (stagioni 7-8), interpretata da Cherry Jones, doppiata da Isabella Pasanisi.
- Henry Taylor (stagione 7), interpretato da Colm Feore, doppiato da Oliviero Dinelli.
- Renee Walker (stagioni 7-8), interpretata da Annie Wersching, doppiata da Barbara De Bortoli.
- Larry Moss (stagione 7), interpretato da Jeffrey Nordling, doppiato da Fabrizio Pucci.
- Sean Hillinger (stagione 7), interpretato da Rhys Coiro, doppiato da Fabrizio Manfredi.
- Janis Gold (stagione 7), interpretata da Janeane Garofalo, doppiata da Tatiana Dessi.
- Omar Hassan (stagione 8), interpretato da Anil Kapoor, doppiato da Pasquale Anselmo.
- Brian Hastings (stagione 8), interpretato da Mykelti Williamson, doppiato da Paolo Marchese.
- Dana Walsh (stagione 8), interpretata da Katee Sackhoff, doppiata da Laura Romano.
- Rob Weiss (stagione 8), interpretato da Chris Diamantopoulos, doppiato da Christian Iansante.
- Arlo Glass (stagione 8), interpretato da John Boyd, doppiato da Corrado Conforti.
- Cole Ortiz (stagione 8), interpretato da Freddie Prinze Jr., doppiato da Niseem Onorato.

## Produzione

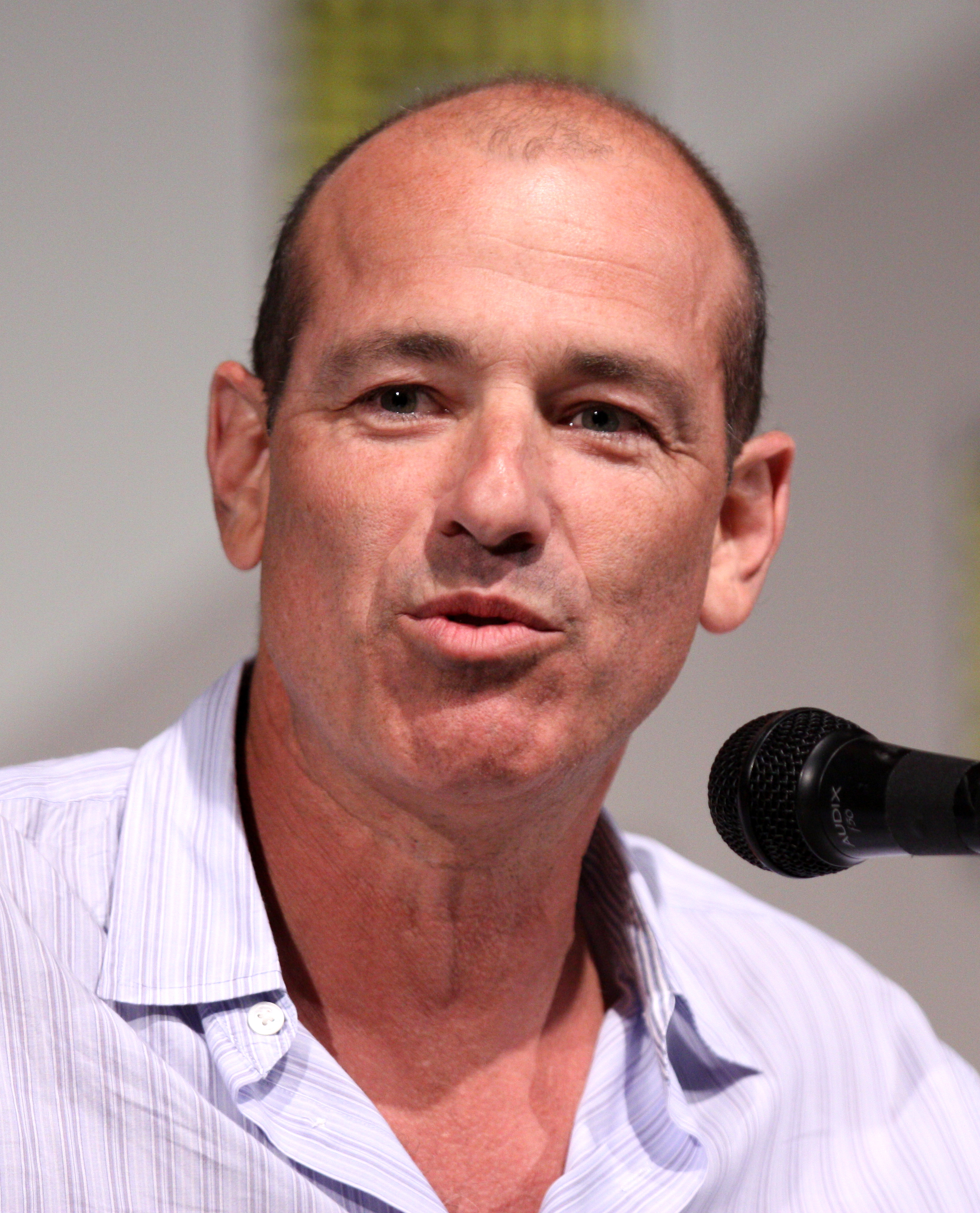
Howard Gordon, il principale sceneggiatore della serie.

Ogni stagione dello show racconta una serie di eventi che si svolgono nell'arco di ventiquattr'ore, da cui il titolo 24: la narrazione è infatti suddivisa in ventiquattro episodi da quarantacinque minuti ciascuno – che diventano sessanta con gli spazi pubblicitari –, ognuno dei quali copre un'ora della giornata.
Benché nei primi anni duemila non fosse una novità assoluta nel campo della serialità televisiva, in 24 la formula del tempo reale è stata spinta all'estremo, dato che il tempo dell'azione è spesso scandito da un orologio digitale che appare sullo schermo a intervalli regolari – pur se, in realtà, si tratta di un accorgimento tecnico per introdurre la pubblicità: esso infatti appare quattro volte nel corso della narrazione, e il conteggio del tempo riprende dopo quattro minuti, esattamente la durata di un blocco pubblicitario sulle emittenti statunitensi.
«24 è diventata incredibilmente attuale a causa dell'11 settembre. Considerando che ogni stagione è stata scritta circa nove mesi prima della messa in onda, c'è da aver paura: trattavamo di armi chimiche e mentre andavamo in onda veniva arrestato un tizio carico di antrace. Idem con i cinesi e lo spionaggio informatico. Sembrava che Gordon si domandasse: "Qual è la cosa peggiore che potrebbe accadere nei prossimi nove mesi?". Purtroppo era molto bravo a indovinare.»

— Kiefer Sutherland, 2014
Caratteristica di 24 è l'ampio uso dello split screen, ovvero la suddivisione dello schermo in vari riquadri per seguire la contemporaneità di più piani narrativi, fino a confluire su quello principale. Inoltre, ogni stagione presenta più sottotrame, che hanno inizio e si dipanano quando quella che sembrava la trama principale va a esaurirsi.
Altra particolarità della serie è che, dato che ogni stagione di 24 racconta le vicende di un singolo giorno, queste vengono identificate proprio come "giorni" («Days»). Ogni "giorno" è in pratica una stagione a sé stante, con una propria linea narrativa, non collegata ad altre della serie – se non per piccoli e secondari riferimenti. In conseguenza di ciò, in 24 c'è un massiccio e frequente ricambio del cast da una stagione all'altra: l'unico personaggio fisso degli eventi è il protagonista Jack Bauer.
Tutte le prime sei stagioni di 24 sono ambientate a Los Angeles, nel Counter Terrorist Unit. Nella settima stagione, seguendo l'evolvesi della trama principale, l'azione si sposta a Washington, nell'FBI. Nell'ottava e ultima stagione, gli eventi si svolgono a New York, con il contemporaneo ritorno del CTU.

## Riconoscimenti
- 2001 - Satellite Award
  - Best Performance by an Actor in a Series - Drama a Kiefer Sutherland
  - Best Television Series - Drama
- 2002 - Golden Globe
  - Miglior attore in una serie drammatica a Kiefer Sutherland
- 2002 - Premio Emmy
  - Outstanding Single Camera Picture Editing for a Series a Chris G. Willingham (per l'episodio Dalle 07:00 alle 08:00)
  - Outstanding Writing for a Drama Series a Joel Surnow e Robert Cochran (per l'episodio Dalle 00:00 alle 01:00)
- 2002 - Satellite Award
  - Best Performance by an Actor in a Series - Drama a Kiefer Sutherland
  - Best Performance by an Actress in a Supporting Role in a Series - Drama a Sarah Clarke
- 2002 - Television Critics Association Awards
  - New Program of the Year
  - Program of the Year
- 2003 - Premio Emmy
  - Outstanding Music Composition for a Series - Dramatic Underscore a Sean Callery (per l'episodio Dalle 22:00 alle 23:00)
  - Outstanding Single Camera Picture Editing for a Drama Series a Chris G. Willingham (per l'episodio Dalle 05:00 alle 06:00)
- 2003 - Screen Actors Guild Award
  - Outstanding Performance by a Male Actor in a Drama Series a Kiefer Sutherland
- 2003 - ASCAP Award
  - Top TV Series a Sean Callery
- 2003 - Producers Guild of America Awards
  - Television Producer of the Year Award in Episodic - Drama
- 2004 - Golden Globe
  - Miglior serie drammatica
- 2004 - Premio Emmy
  - Outstanding Casting for a Drama Series a Debi Manwiller e Peggy Kennedy
  - Outstanding Single-Camera Picture Editing for a Drama Series a Chris G. Willingham (per l'episodio Dalle 10:00 alle 11:00)
  - Outstanding Single-Camera Sound Mixing for a Series a Mike Olman, Ken Kobett e William Gocke (per l'episodio Dalle 17:00 alle 18:00)
  - Outstanding Stunt Coordination a Gregory J. Barnett (per l'episodio Dalle 10:00 alle 11:00)
- 2004 - Writers Guild of America Award
  - Episodic Drama a Evan Katz (per l'episodio Dalle 19:00 alle 20:00)
- 2004 - Eddie Awards
  - Best Edited One-Hour Series for Television a Scott Powell (per l'episodio Dalle 22:00 alle 23:00)
- 2004 - Cinema Audio Society Awards
  - Outstanding Achievement in Sound Mixing for Television - Series a Mike Olman, Ken Kobett e William Gocke (per l'episodio Dalle 17:00 alle 18:00)
- 2004 - Royal Television Society Awards
  - International Award (per la seconda stagione)
- 2005 - Premio Emmy
  - Outstanding Single-Camera Sound Mixing for a Series a William Gocke, Mike Olman e Ken Kobett (per l'episodio Dalle 06:00 alle 07:00)
  - Outstanding Sound Editing for a Series
  - Outstanding Stunt Coordination a Matthew Taylor (per l'episodio Dalle 12:00 alle 13:00)
- 2005 - Satellite Award
  - Outstanding DVD Release of a Television Show (per la quarta stagione)
- 2005 - Screen Actors Guild Award
  - Outstanding Performance by a Male Actor in a Drama Series a Kiefer Sutherland
- 2006 - Premio Emmy
  - Outstanding Directing for a Drama Series a Jon Cassar
  - Outstanding Drama Series
  - Outstanding Lead Actor in a Drama Series a Kiefer Sutherland
  - Outstanding Music Composition for a Series - Original Dramatic Score a Sean Callery (per l'episodio Dalle 06:00 alle 07:00)
  - Outstanding Single-Camera Picture Editing for a Drama Series a David Latham (per l'episodio Dalle 07:00 alle 08:00)
- 2006 - ASCAP Award
  - Top TV Series a Sean Callery
- 2006 - Festival de Télévision de Monte-Carlo
  - Best International Producer
  - Outstanding Lead Actor in a Drama Series a Kiefer Sutherland
- 2007 - Premio Emmy
  - Outstanding Sound Editing for a Series (per l'episodio Dalle 22:00 alle 23:00)
- 2007 - Screen Actors Guild Award
  - Outstanding Performance by a Stunt Ensemble in a Television Series
- 2007 - Directors Guild of America Award
  - Outstanding Directorial Achievement in Dramatic Series - Night (per l'episodio Dalle 07:00 alle 08:00)
- 2008 - California on Location Awards
  - Location Team of the Year - Episodic Television a Tristan Daoussis, Clay Dodder, Yoshi Enoki Jr., Leo Fialho e Larry Pearson
- 2009 - Premio Emmy
  - Outstanding Supporting Actress in a Drama Series a Cherry Jones
- 2010 - Premio Emmy
  - Outstanding Music Composition for a Series - Original Dramatic Score a Sean Callery (per l'episodio Dalle 15:00 alle 16:00)
  -  Outstanding Sound Editing for a Series (per l'episodio Dalle 04:00 alle 05:00)
- 2010 - Screen Actors Guild Awards
  - Outstanding Performance by a Stunt Ensemble in a Television Series

## Citazioni e riferimenti

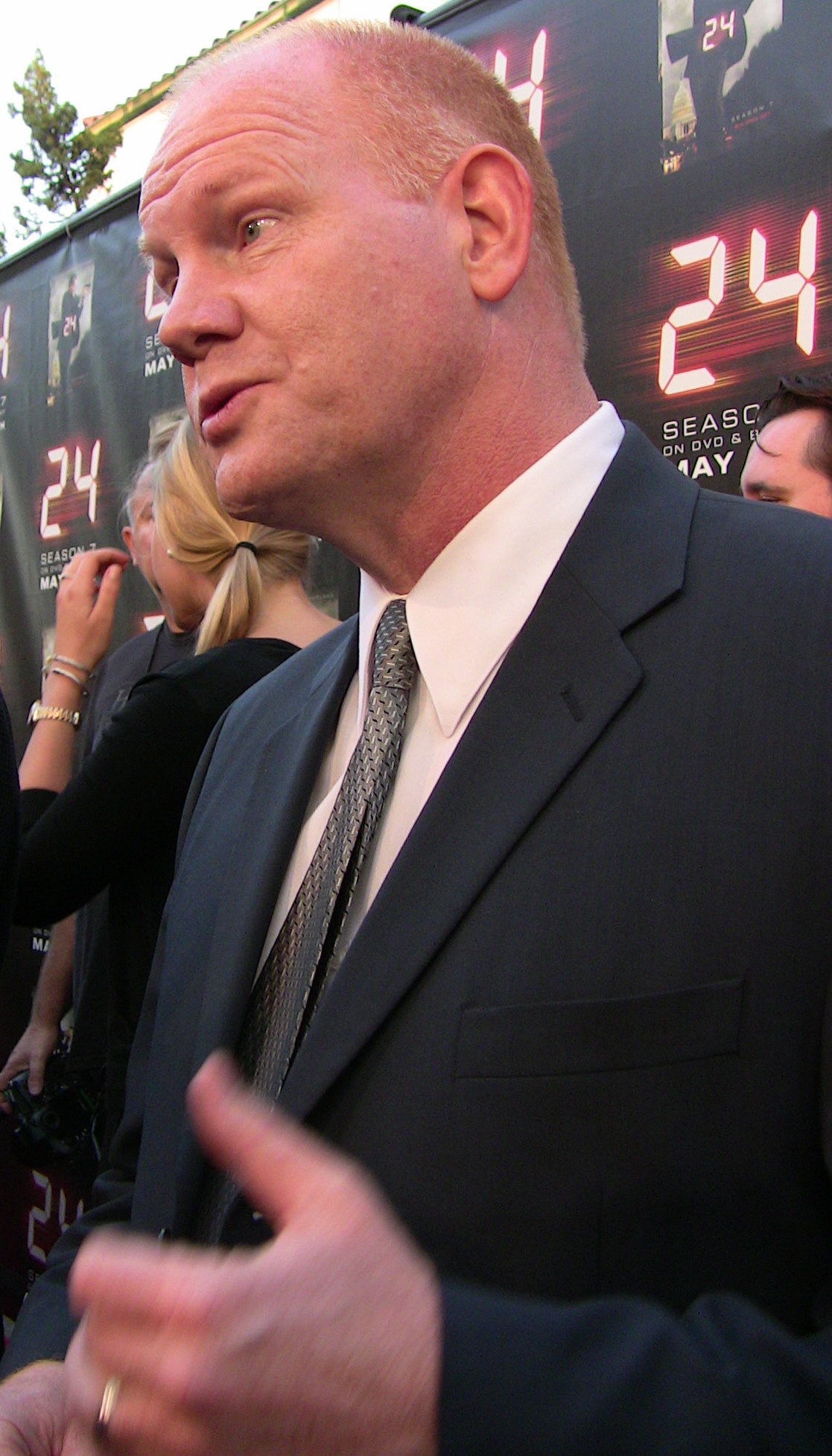
Glenn Morshower, interprete di Aaron Pierce. Nonostante il ruolo minore, Morshower è l'unico a essere apparso in sette stagioni della serie – secondo solo al protagonista Sutherland – tanto che il suo personaggio ha attirato, più di altri, le attenzioni di molti fandom.

Nel corso degli anni il grande successo di 24 ha generato un notevole numero di citazioni e parodie nei suoi confronti:

### Citazioni e parodie
- I Simpson
Il 21º episodio della diciottesima stagione della serie a cartoni animati, intitolato 24 minuti, è una parodia di 24: nell'episodio appaiono Jack Bauer e Chloe O'Brian, il tempo viene scandito da un orologio digitale, e spesso viene utilizzato lo split screen per descrivere varie situazioni contemporaneamente, proprio come in 24.
- South Park
Nel 4º episodio della undicesima stagione della serie a cartoni animati, intitolato Hildog, i protagonisti sono impegnati nel salvataggio di Hillary Clinton da un attacco terroristico; l'azione e il tempo vengono suddivisi e scanditi proprio come in 24.
- Drawn Together
Nel 2º episodio della prima stagione della serie a cartoni animati, intitolato Il piccolo sudicio segreto di Clara, durante un inseguimento che vede come protagonista la principessa Claire, c'è la suddivisione dello schermo con il classico orologio digitale di 24 al centro dello schermo.
- Odd Job Jack
Nell'episodio Ventinove e mezzo della seconda stagione della serie a cartoni animati, il tempo viene scandito da un orologio digitale e spesso il video è suddiviso in riquadri che descrivono varie situazioni contemporaneamente, proprio come in 24.
- Boris
Nel 12º episodio della seconda stagione della serie televisiva, intitolato Usa la forza, Ferretti, c'è un esplicito richiamo a 24: in un paio di occasioni viene utilizzata la tecnica della suddivisione dello schermo in riquadri e della scansione dell'ora in formato digitale.
- Burn Notice - Duro a morire
All'inizio del 7º episodio della prima stagione della serie televisiva, intitolato Regole infrante, i due protagonisti Michael e Fiona si ritrovano coinvolti in un inseguimento automobilistico con la polizia: in questo frangente viene improvvisamente adottato lo split screen per raccontare l'azione, come in un episodio di 24.
- My Name Is Earl
Nel 19º episodio della quarta stagione della serie televisiva, intitolato Karma letale, i protagonisti Earl e Randy sono alle prese con una bomba che sta per esplodere. Randy dice di poterla disinnescare perché ha visto come fare in televisione, ma quando tenta di disarmarla, non sa come fare; Earl gli chiede allora cosa succede di solito in TV in questi casi, e Randy risponde che «di solito mandano la pubblicità» (riferimento agli stacchi pubblicitari all'interno di 24). Dopo questa frase, viene inquadrato il timer della bomba e viene adottato lo split screen per introdurre la pubblicità nell'episodio, come in 24.
- Samantha chi?
Nel 20º e ultimo episodio della seconda stagione della sitcom, intitolato L'anello, in varie occasioni il tempo viene scandito da un orologio digitale in sovraimpressione, similmente a quanto accade in 24 (tra l'altro, tra i protagonisti della sitcom c'è l'attrice Jean Smart, interprete di Martha Logan in 24).
- X-Men
Nell'albo a fumetti nº 196 dell'ottobre 2006, la seconda storia si intitola ...24 secondi e richiama lo schema narrativo di 24, in quanto si svolge in tempo reale. Tutto il racconto del numero si svolge nell'arco di tempo di 24 secondi (nella prima pagina viene riportata la dicitura «gli eventi che seguono si svolgono nel giro di...»), e ogni pagina è scandita dalla scritta progressiva dei secondi in cui si svolge la storia.
- Top Gear
Nella quarta puntata della quarta stagione del programma televisivo, Jeremy Clarkson tenta di percorrere il tragitto da Londra-Edimburgo a bordo di una Audi A8 con un solo pieno di carburante: durante la prova, il tempo viene scandito da un orologio digitale, e spesso il video è suddiviso in quattro parti che raffigurano la macchina, l'indicatore del serbatoio, la strada, e Clarkson. Inoltre, prima di lanciare il video della prova, Clarkson, in studio, pronuncia la frase «sono Jack Bauer, e queste saranno le 24 ore più economiche della mia vita».

## Opere correlate

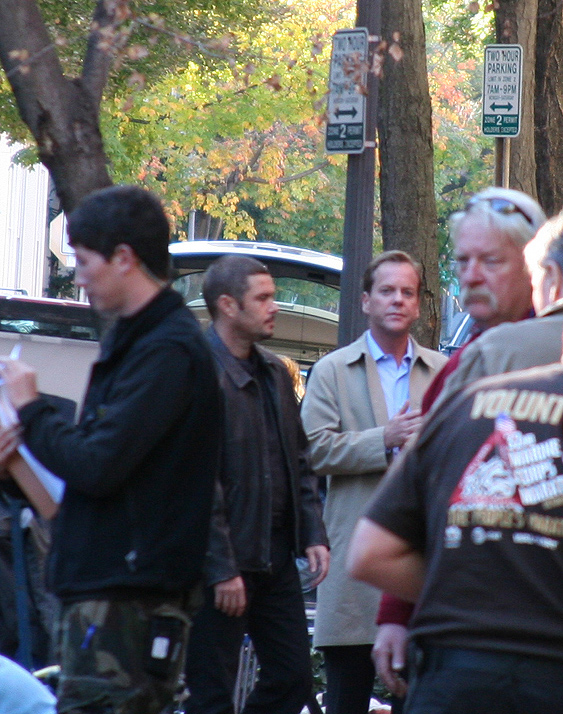
Carlos Bernard e Kiefer Sutherland a Washington, durante le riprese della settima stagione di 24.

### 24: The Game
Nel 2006 la Sony Computer Entertainment ha realizzato 24: The Game, un videogioco per PlayStation 2 basato sulla serie televisiva. Le avventure presenti in 24: The Game si pongono temporalmente tra la seconda e la terza stagione di 24, e alla sua realizzazione hanno preso parte tutti gli interpreti della serie, che hanno prestato le loro sembianze fisiche e la loro voce per la creazione dei loro alter ego digitali.

### 24: Redemption
Nel 2008, in seguito allo sciopero degli sceneggiatori che ha allungato a dismisura i tempi per la realizzazione della nuova stagione di 24, la produzione della serie ha deciso – per non lasciare un buco nella stagione televisiva – di realizzare 24: Redemption, un film per la televisione che si pone come ponte di collegamento tra la sesta e la settima stagione.

### 24: Underground
Nel corso del 2014 è stata data alle stampe 24: Underground, opera che, sotto forma di graphic novel suddivisa in cinque volumi, racconta gli eventi di Jack Bauer successivi all'ultima stagione della serie, e precedenti la miniserie 24: Live Another Day. Pubblicato dalla casa editrice statunitense IDW Publishing, è stato sceneggiato da Ed Brisson e disegnato da Michael Gaydos.

### 24: Live Another Day
Il 13 maggio 2013, durante la presentazioni dei palinsesti della nuova stagione televisiva, la Fox ha annunciato la produzione di una nuova miniserie televisiva legata a 24, chiamata 24: Live Another Day, con Kiefer Sutherland che torna a vestire i panni di Jack Bauer; si tratta di un sequel della serie TV, della durata di dodici puntate, trasmessa nell'estate del 2014. Rispetto al format tradizionale di 24, questa miniserie copre similarmente l'arco narrativo di una giornata, "saltando" però alcune ore per concentrare eventi e azione; ambientato a Londra, il cast di Live Another Day vede la conferma di membri storici del franchise come Kiefer Sutherland, Mary Lynn Rajskub, Kim Raver e William Devane, accanto a nuovi interpreti come Michael Wincott, Yvonne Strahovski e Tate Donovan.

## Casi mediatici
«Amo 24 perché spinge gli spettatori a prendere posizione e a discutere. Qualche volta anche animatamente: e una serie che arriva a far litigare la gente, per me è fantastica.»

— Kiefer Sutherland, 2014
- La Regina Rania di Giordania, nella sua parodia della Top Ten del David Letterman Show, accettando il premio durante lo YouTube Live, elencò le ragioni che l'avevano spinta a lanciare il suo canale personale su YouTube. La n. 3 fu: «perché ciò che sapete sugli Arabi non dovrebbe solo provenire da Jack Bauer».[8]
- Dopo il fallito attentato terroristico in Times Square a New York del 1º maggio 2010, in seguito alla cattura del responsabile da parte del New York City Police Department dopo 53 ore dall'accaduto, il capo della polizia Ray Kelly ha dichiarato: «Jack Bauer lo avrebbe fatto in 24 [ore], ma 53 non è male».[9]
- Il 28 luglio 2011 il difensore del Manchester United Rio Ferdinand, dopo una visita con tutta la squadra alla Casa Bianca, si è visto oscurare e sequestrare dai servizi segreti alcune foto che aveva scattato, e che aveva poi pubblicato sul suo account Twitter con l'ironico commento: «la sicurezza della Casa Bianca avrebbe bisogno di essere rafforzata»; per tutta risposta, Ferdinand ha postato vari messaggi in cui ha sostenuto di «essere diventato una vittima dell'agente dell'antiterrorismo Jack Bauer».[10]